# جایزه بزرگ بلژیک ۱۹۷۷
جایزه بزرگ بلژیک ۱۹۷۷ (انگلیسی: ‎1977 Belgian Grand Prix‎) یک مسابقهٔ موتوری در رشتهٔ اتومبیل‌رانی فرمول یک بود که در تاریخ ۵ ژوئن ۱۹۷۷ در پیست زولده واقع در اوسدان-زولده، لیمبورگ، بلژیک برگزار شد. این گراند پری در میان ۱۷ گراند پری در فصل ۱۹۷۷، مسابقهٔ شمارهٔ ۷ بود.
در این مسابقه که در ۷۰ دور و به مسافت ۲۹۸٫۳۴۰ کیلومتر (۱۸۵٫۳۸۰ مایل) برگزار شد، پول پوزیشن توسط ماریو اندرتی کسب شد و سریع‌ترین زمان برای طی یک دور پیست که برابر با ۱:۲۷٫۳۶ بود نیز توسط گونا نیلسون به ثبت رسید.
گونا نیلسون از تیم لوتوس-فورد، نیکی لائودا از تیم فراری و رونی پیترسن از تیم تایرل-فورد به‌ترتیب مقام‌های اول تا سوم مسابقه را کسب کردند.

## رده‌بندی قهرمانی پس از مسابقه
| جایگاه | راننده        | امتیاز |
| ------ | ------------- | ------ |
| ۱      | جودی شکتر     | ۳۲     |
| ۲      | نیکی لائودا   | ۳۱     |
| ۳      | کارلوس روتمان | ۲۳     |
| ۴      | ماریو اندرتی  | ۲۲     |
| ۵      | گونا نیلسون   | ۱۳     |
| منبع:  |               |        |

| جایگاه | سازنده      | امتیاز |
| ------ | ----------- | ------ |
| ۱      | فراری       | ۴۶     |
| ۲      | لوتوس-فورد  | ۳۳     |
| ۳      | ولف-فورد    | ۳۲     |
| ۴      | مک‌لارن-فورد | ۱۵     |
| ۵      | تایرل-فورد  | ۱۱     |
| منبع:  |             |        |

یادداشت
- تنها پنج جایگاه نخست از هر رده‌بندی نمایش داده شده است.